# James C. Mulvenon
James C. Mulvenon (geb. 1970) ist ein US-amerikanischer Politologe, der sich mit strategischen Fragen bezüglich der Volksrepublik China beschäftigt.
Als ein „Chinese linguist by training“ sieht er sich selbst als „führenden internationalen Experten für chinesische Cyber-, Technologietransfer-, Spionage- und Militärfragen“. Für den die Streitkräfte der USA beratenden Think Tank der RAND Corporation verfasste er verschiedene Artikel (auch als Mitautor).

## Leben
Mulvenon wurde 1970 geboren. Er erwarb seinen B.A. in China Studies an der University of Michigan und promovierte in Politikwissenschaften an der University of California, Los Angeles, mit einer Arbeit über den Aufstieg und Fall des internationalen Geschäftsimperiums des chinesischen Militärs (PhD-Dissertation 1998 an der UCLA, veröffentlicht 2001). 2013 war er Mitverfasser des Buches Chinese Industrial Espionage, das die erste umfassende Darstellung aller Bemühungen Chinas um den illegalen Erwerb ausländischer Technologie ist. Er verfasste verschiedene Beiträge zur chinesischen Spionage, insbesondere in den Beziehungen zur USA. Einige seiner Karrierestufen sind laut Angaben des Online-Katalogs der DNB: Defense Group Inc. (Vice-President); Defense Group Inc. (Director of the Center for Intelligence Research and Analysis); Council on Foreign Relations (1999–2004).

## Publikationen (Auswahl)
- James C. Mulvenon: Soldiers of Fortune: The Rise and Fall of the Chinese Military-Business Complex, 1978-98. An East Gate Book. ME Sharpe 2001 (Dissertation)
- (mit Michael S. Chase): You've Got Dissent! Chinese Dissident Use of the Internet and Beijing’s Counter-Strategies. 2002
- (mit Michael Swaine): Taiwan’s Foreign and Defense Policies: Features and Determinants. (PDF) Rand Corporation, ISBN 0-8330-3094-9
- James C. Mulvenon et al.: Chinese Responses to U.S. Military Transformation and Implications for the Department of Defense (PDF; 692 kB), Santa Monica, 2006, ISBN 0-8330-3768-4.
- Bates Gill, James Mulvenon (30. September 2002). Chinese Military-Related Think Tanks and Research Institutions. In: The China Quarterly. 171 (171), S. 617–624
- (Mitautor) Chinese Industrial Espionage. 2013
- Evan S. Medeiros, Roger Cliff, Keith Crane, James C. Mulvenon (2005): A New Direction for China’s Defense Industry (PDF). RAND Corporation, ISBN 0-8330-3794-3.
- James Mulvenon: Reduced Budgets, the "Two Centers," and Other Mysteries of the 2003 National People’s Congress (PDF). Media.hoover.org 2008
- (Verfasser verschiedener Kapitel in:) China’s Quest for Foreign Technology: Beyond Espionage. September 2020
- (Verfasser des Kapitels:) Nontraditional Security Competition: The Espionage Realm in Evan Medeiros, ed., Cold Rivals: The New Era of US-China Strategic Competition, Georgetown University Press 2023